# Michael Franzese
Michael Franzese (/frænˈziːs/) (n. 27 mai 1951, New York City, New York, SUA) este un fost gangster newyorkez, caporegime al familiei Colombo și fiu al fostului subșef Sonny Franzese. Acesta studia⁠(d) pentru facultatea de medicină în cadrul Universității Hofstra⁠(d), dar a renunțat după ce tatăl său a fost condamnat la 50 de ani de închisoare pentru un jaf bancar⁠(d) din 1967. Nevoit să-și susțină financiar familia, Franzese implementează o schemă frauduloasă prin care obține bani din impozitul pe combustibil⁠(d) la începutul anilor 1980.
La vârsta de 35 de ani, în 1986, Franzese apare în lista „cei mai puternici și bogați 50 de boși ai mafiei” dezvoltată de Revista Fortune pe locul 18. Acesta susține că la apogeul carierei sale câștiga până la 8 milioane de dolari pe săptămână. Este acuzat de conspirație⁠(d) și condamnat la zece ani de închisoare în 1986. Eliberat în 1989, este arestat din nou în 1991 după încălcarea condițiilor de liberare condiționată și eliberat în 1994. La scurt timp după aceea, Franzese se retrage în California și începe să lucreze ca vorbitor motivațional⁠(d) și scriitor.